# كفلاء ثعلبية
كفلاء ثعلبية (الاسم العلمي:Megalopyge vulpina) هي نوع من الحشرات يتبع جنس الكفلاء من الفصيلة الكفلاوية.